# Saido Berahino
Saido Berahino (ur. 4 sierpnia 1993) – burundyjski piłkarz grający na pozycji napastnika. Obecnie jest zawodnikiem Stoke City. Posiada podwójne obywatelstwo – brytyjskie i burundyjskie.

## Wczesne lata
Urodzony w Bużumbura, stolicy Burundi, Berahino swoje początki z futbolem zaczynał od kopania piłki zrobionej z plastikowych torebek związanych sznurówkami. Jego ojciec zginął w 1997 roku podczas Wojny domowej w Burundi. Piłkarz w wieku dziesięciu lat samotnie wyjechał do Anglii, uciekając z ojczyzny ogarniętej wojną, by dołączyć do matki, sióstr i brata, którzy już wcześniej otrzymali azyl w Birmingham. Początkowo nie mógł znaleźć swojej rodziny przez co trafił do domu opieki. Kiedy jego matka została odnaleziona, Berahino mógł zamieszkać z rodziną. Nie trwało to jednak długo, bowiem urząd imigracyjny nalegał na wykonanie testów DNA. Do momentu ogłoszenia ich wyników Saido musiał zostać ponownie rozdzielony od rodziny. Kiedy badania potwierdziły faktyczny związek pomiędzy zainteresowanymi, Berahino mógł na stałe zamieszkać w Birmingham.

## Kariera klubowa
W 2004 roku został zawodnikiem akademii West Bromwich Albion, opuszczając swój poprzedni klub, Phoenix United. Latem 2011 roku podpisał swój pierwszy profesjonalny kontrakt.
20 października 2011 roku został wypożyczony na miesiąc do drużyny z League Two, Northampton Town. Dwa dni później zadebiutował w barwach klubu w meczu z Bradford City. Dwukrotnie przedłużano jego wypożyczenie, które skończyło się na początku lutego 2012 roku. Saido strzelił 6 ligowych goli w 14 występach.
9 lutego 2012 roku ponownie został wypożyczony, tym razem do klubu League One, Brentford, do końca sezonu. Berahino zdobył swoje dwa pierwsze gole w barwach klubu po tym, jak wszedł na boisko jako rezerwowy w meczu z Carlisle United. Miesiąc później ponownie zdobył dwa gole, w meczu z Exeter City. Jednak po sprzeczce z trenerem Uwe Röslerem, zdecydowano się na zakończenie jego wypożyczenia.
28 sierpnia 2012 roku zadebiutował w barwach West Brom, w meczu Pucharu Ligi z Yeovil Town. 1 października 2012 roku został wypożyczony do klubu Championship, Peterborough United.
27 sierpnia 2013 roku zaliczył swój pierwszy występ od pierwszych minut w West Brom, w spotkaniu Pucharu Ligi z Newport County i zdobył hat-tricka. 1 września 2013 roku zadebiutował w lidze, przeciwko Swansea City. 28 września zdobył swojego pierwszego gola w Premier League, gdy dał zwycięstwo nad Manchesterem United na Old Trafford.

## Kariera reprezentacyjna
Chociaż Berahino urodził się w Burundi, to postanowił reprezentować barwy Anglii. Sam piłkarz o tym wyborze powiedział tak:
"Chcę rywalizować na najwyższym poziomie, z najlepszymi piłkarzami, w najważniejszych turniejach. Burundi jest moją ojczyzną. Zawsze będę Burundyjczykiem, niezależnie od tego, co się stanie, nawet jeśli będę czołowym piłkarzem Premier League. Kultura Burundi zawsze będzie we mnie. Granie dla Anglii to coś zupełnie innego. Ten kraj dał mi drugą szansę w życiu, przyjął też moją rodzinę. Czuję się bardzo, bardzo wdzięczny za to, co Anglia zrobiła dla mnie i mojej rodziny. Tak więc, gdy gram dla Anglii, mogę grać z pasją, radością i chęcią zwycięstwa."
Mimo to Berahino przyjął powołanie do reprezentacji Burundi. Zadebiutował w niej 9 września 2018 w meczu z Gabonem (1:1) i strzelił w nim bramkę.